# Eremiaphila cycloptera
Eremiaphila cycloptera är en bönsyrseart som beskrevs av Boris Petrovich Uvarov 1939. Eremiaphila cycloptera ingår i släktet Eremiaphila och familjen Eremiaphilidae. Inga underarter finns listade i Catalogue of Life.